# Paul McGinley
Paul McGinley (født 16. december 1966 i Dublin, Irland) er en irsk golfspiller, der pr. juli 2008 står noteret for 9 sejre gennem sin professionelle karriere. Hans bedste resultat i en Major-turnering er en 6. plads, som han opnåede ved US PGA Championship i 2004.
McGinley har 3 gange, i 2002, 2004 og 2006, repræsenteret det europæiske hold ved Ryder Cup, alle gange med sejr.